# Яккерс, Нордин
Но́рдин Я́керс (нидерл. Nordin Jackers; родился 5 сентября 1997 года, Бельгия) — бельгийский футболист, вратарь клуба «Брюгге».

## Клубная карьера
Яккерс — воспитанник клуба «Генк». 9 декабря 2016 года в поединке Лиги Европы против итальянского «Сассуоло» Нордин дебютировал за основной состав. В начале 2017 года в матче против «Кортрейка» он дебютировал в Жюпиле лиге. В 2019 году Нордин стал чемпионом в составе «Генка». Летом того же года Яккерс был арендован клубом «Васланд-Беверен». 14 сентября в матче против «Сент-Трюйдена» он дебютировал за новый клуб. По окончании аренды «Васланд-Беверен» выкупил трансфер игрока.

## Международная карьера
В 2019 году в составе молодёжной сборной Бельгии Яккерс принял участие в молодёжном чемпионате Европы в Италии и Сан-Марино. На турнире он сыграл в матче против команды Польши.

## Достижения
Клубные
 «Генк»
- Победитель Жюпиле лиги — 2018/2019